# Pawel Szajda
Pawel Szajda, nacido el 13 de enero de 1982 en Farmington, (Connecticut), es un actor de la primera generación de actores Polaco-Americanos. Su mayor reconocimiento es por las películas Bajo el sol de la Toscana, Generation Kill y Tatarak.

## Biografía

### Familiares y juventud
El abuelo paterno de Pawel se mudó de Polonia a Chicago en 1912, dos años antes de que comenzara la Primera Guerra Mundial. Se casó con la abuela americana de Pawel, tuvieron hijos y, cuando la guerra hubo terminado, volvieron a Polonia.
En 1964 la familia regresó a Estados Unidos, donde la madre de Pawel se graduó como universitaria y volvió con la familia a Polonia. Allí conoció al padre de Pawel, y tuvieron a la hermana mayor de Pawel, Barbara, y otros dos niños, Marcin y Adam.
Con la introducción de la ley marcial en Polonia en 1981, la familia fue recolocada de nuevo en los Estados Unidos. Pawel nació en Farmington, Connecticut el 13 de enero de 1982. Allí nació también su hermano pequeño, Phill.

### Educación
Ya en los Estados Unidos, la familia hablaba polaco, y enviaban a Pawel a una escuela a estudiar polaco cada sábado.
Pawel se graduó en el instituto de Farmington en 1999. Durante este tiempo fue campeón de lucha, tocaba la trompeta y era el director de la banda escolar. También hizo de protagonista en la película "El extranjero", de Larry Shue.
Antes de acabar rodar en «Bajo el sol de la Toscana», Pawel volvió de Italia para completar sus estudios de Literatura inglesa y Económicas. Pasó un año en la universidad estatal de Bridgewater antes de mudarse a Nueva York para ir a la universidad Fordham, en el campus Lincoln Center.

### Aficiones
Entre las aficiones del actor está la fotografía, viajar y tocar la trompeta.

## Vida profesional
La carrera de Pawel comenzó en 1996 con un anuncio para las Olimpiadas.
En 2002 consiguió un papel en la película "Bajo el sol de la Toscana". La directora, Audrey Wells quería un actor polaco para la película, y escogió a Pawel. Pawel interpreta a un albañil polaco llamado "Pawel", que no es aceptado por el padre de su novia italiana.
Continuó actuando a la vez que estudiaba. Aparece en un episodio de Hope and Faith, en 2004, Venom en 2005, the Infliction of Cruelty, en 2006 y Death without consent, en 2007.
Más recientemente, apareció en algunas miniseries, en «Generation Kill» (2008) como Corporal Walt Hasser.
Pawel debutó en una película polaca en 2009, «Tatarak». Esta película fue candidata a algunos premios en el Festival Internacional de cine de Berlín de 2009.
- Datos: Q937335